# بين أوكلاند
بين أوكلاند (بالإنجليزية: Ben Oakland)‏ هو ملحن وعازف بيانو أمريكي، ولد في 24 سبتمبر 1907 في بروكلين في الولايات المتحدة، وتوفي في 26 أغسطس 1979 في بيفرلي هيلز في الولايات المتحدة.

## وصلات خارجية
- بين أوكلاند على موقع IMDb (الإنجليزية)
- بين أوكلاند على موقع ميوزك برينز (الإنجليزية)
- بين أوكلاند على موقع قاعدة بيانات برودواي على الإنترنت (الإنجليزية)
- بين أوكلاند على موقع قاعدة بيانات الفيلم (الإنجليزية)